# Кипрей волосистый
Кипре́й волоси́стый, или мохна́тый (лат. Epilóbium hirsútum) — травянистое растение, вид рода Кипрей семейства Кипрейные (Onagraceae). Лектотип рода.
Довольно крупное растение родом из Евразии, встречающееся по болотистым местам, по берегам водоёмов, на влажных лугах. Широко распространено в Европейской части России и Западной Сибири.

## Ботаническое описание
Многолетнее травянистое растение 50-150 см высотой, с толстым корневищем. Стебли прямостоячие, крепкие, сильно ветвящиеся, покрытый длинным оттопыренным простым и железистым опушением.
Листья супротивно расположенные вдоль стебля (верхние супротивные), без черешков, от продолговатых до продолговато-ланцетовидных в очертании, с шиловидно-зубчатым краем, 4-12×1-3 см. Пластинки с обеих сторон покрыты длинным оттопыренным опушением.
Цветки одиночные, находятся в пазухах верхних листьев. Чашечка глубоко надрезанная, колокольчатая, с короткой (2-3 мм) трубкой. Венчик широковоронковидной формы, лилово-пурпуровый или тёмно-розовый, до 2,5 см в диаметре; лепестки обратнояйцевидные, с глубокой острой выемкой на конце, 15-18 мм длиной. Столбик пестика прямой около 1 см длиной, рыльце ясно четырёхлопастное.
Плод — опушённая линейная стручковидная коробочка 4-10 см длиной. Семена бурые, 1,5×0,5 мм, с грязно-белым хохолком.

## Распространение и экология
Родина растения — Евразия и Северная Африка, весьма обычно в районах с умеренных климатом. Широко распространено в Европейской части России и в Западной Сибири. Завезено в Северную Америку (в 1829 году) и Австралию, где быстро распространяется. Часто встречается густыми монодоминантными зарослями в сырых местах — по берегам рек, канавам, сырым лесам (нередко в сходных местообитаниях с дербенником), способен вытеснять местные виды.

## Значение и применение
Листья содержат около 150 мг% аскорбиновой кислоты .
Сведения о поедаемости животными противоречивы .

## Классификация

### Таксономическое положение
- Epilobium hirsutum  L., 1753, Sp. Pl. : 347

Вид Кипрей волосистый входит в род Кипрей (Epilobium) семейства Кипрейные (Onagraceae) порядка Миртоцветные (Myrtales) последовательно входящий в клады Мальвиды → Розиды → Суперрозиды → Эвдикоты → Цветковые растения. Таксономическая схема в соответствии с Системой APG IV по состоянию на декабрь 2023 года:
|  |                          |  |                                   |                                   |                     |  | еще 8 семейств | еще 8 семейств |                       |  |  |  | еще 261 подтвержденный вид и 147 таксонов в статусе "неподтвержденных" |
|  |                          |  |                                   |                                   |                     |  | еще 8 семейств | еще 8 семейств |                       |  |  |  | еще 261 подтвержденный вид и 147 таксонов в статусе "неподтвержденных" |
|  |                          |  |                                   | порядок Миртоцветные              |                     |  |                |                | род Кипрей            |  |  |  |                                                                        |
|  |                          |  |                                   | порядок Миртоцветные              |                     |  |                |                | род Кипрей            |  |  |  |                                                                        |
|  | клада Цветковые растения |  |                                   |                                   | семейство Кипрейные |  |                |                | вид Кипрей волосистый |  |  |  |                                                                        |
|  | клада Цветковые растения |  |                                   |                                   | семейство Кипрейные |  |                |                |                       |  |  |  |                                                                        |
|  |                          |  | ещё 63 порядка цветковых растений | ещё 63 порядка цветковых растений |                     |  |                | еще 21 род     | еще 21 род            |  |  |  |                                                                        |
|  |                          |  |                                   | ещё 63 порядка цветковых растений |                     |  |                |                | еще 21 род            |  |  |  |                                                                        |

### Синонимы
- Chamaenerion grandiflorum Moench
- Chamaenerion hirsutum Scop.
- Epilobium amplexicaule Lam.
- Epilobium aquaticum Thuill.
- Epilobium dubium Borbás
- Epilobium foliosum Hochst.
- Epilobium grandiflorum Weber
- Epilobium himalense Royle
- Epilobium hirsutum f. alboroseum D.C.McClint.
- Epilobium hirsutum f. minor Gančev
- Epilobium hirsutum f. minus Gančev
- Epilobium hirsutum var. laetum Wall. ex C.B.Clarke
- Epilobium hirsutum var. sericeum Benth. ex C.B.Clarke
- Epilobium hirsutum var. tomentosum (Vent.) Boiss.
- Epilobium hirsutum var. villosissimum W.D.J.Koch
- Epilobium hirsutum var. villosum (Thunb.) H.Hara
- Epilobium incanum Pers.
- Epilobium mirei Quézel
- Epilobium nassirelinulci Stapf
- Epilobium nassirelmulci Stapf
- Epilobium ramosum Huds.
- Epilobium serratum Jacquem. ex C.B.Clarke
- Epilobium tomentosum Vent.
- Epilobium velutinum Nevski
- Epilobium villosum Thunb.